# 5554 Keesey
Az 5554 Keesey (ideiglenes jelöléssel 1985 TW1) a Naprendszer kisbolygóövében található aszteroida. Edward L. G. Bowell fedezte fel 1985. október 15-én.